# Barzyna (województwo warmińsko-mazurskie)
Barzyna – osada w Polsce położona w województwie warmińsko-mazurskim, w powiecie elbląskim, w gminie Rychliki.
W latach 1975–1998 miejscowość administracyjnie należała do województwa elbląskiego.

## Zabytki
Do wojewódzkiego rejestru zabytków wpisane są obiekty:
- pałac, 1693